# Rogas luteus
Rogas luteus är en stekelart som beskrevs av Christian Gottfried Daniel Nees von Esenbeck 1834. Rogas luteus ingår i släktet Rogas och familjen bracksteklar. Inga underarter finns listade i Catalogue of Life.